# Heliopsis helianthoides
Heliopsis helianthoides es una especie de planta en la familia Asteraceae, conocido por el nombre común de falso girasol. Es nativo del este de Norteamérica, incluyendo al este de Canadá y el este de Estados Unidos.
Esta especie es rizomatosa herbácea perenne que crece de 40 a 150 cm (16-59 pulgadas) de altura. Las láminas de las hojas son ovales dentados para triangular o en forma de lanza y pueden ser lisas o vellosas o de una textura áspera. Las flores se producen desde mediados del verano hasta principios de otoño. La inflorescencia contiene uno a muchos flowerheads compuestos. Cada cabeza contiene floretes amarillos rayos que son generalmente 2-4 cm de largo. En el centro hay muchos amarillo a marrón flósculos del disco. El fruto es un aquenio de unos 5 mm de largo.
En su hábitat natural esta planta se puede encontrar en zonas boscosas y praderas de pastos altos, y algunas veces a lo largo de las carreteras.
Se trata de una planta de jardín popular, y varios cultivares están disponibles con flores de diferentes colores y tonalidades.  Los siguientes cultivares de H. helianthoides han ganado el premio al Mérito Jardín de la Real Sociedad de Horticultura:
- 'Benzinggold'[7]
- 'Light of Loddon'[8]
- 'Sonnenglut'[9]
- 'Spitzentänzerin'[10]
- 'Waterperry Gold'[11]